# Фонтенбло
Фонтенбло́ (фр. Fontainebleau) — муніципалітет у Франції, у регіоні Іль-де-Франс, департамент Сена і Марна. Населення — 15 787 осіб (2022). Традиційно мешканців Фонтенбло називають белліфонтен (фр. Bellifontains; історична самоназва).
Муніципалітет є найбільшим за площею в Іль-де-Франс після Парижа.
Муніципалітет розташований на відстані близько 60 км на південний схід від Парижа, 15 км на південь від Мелена.

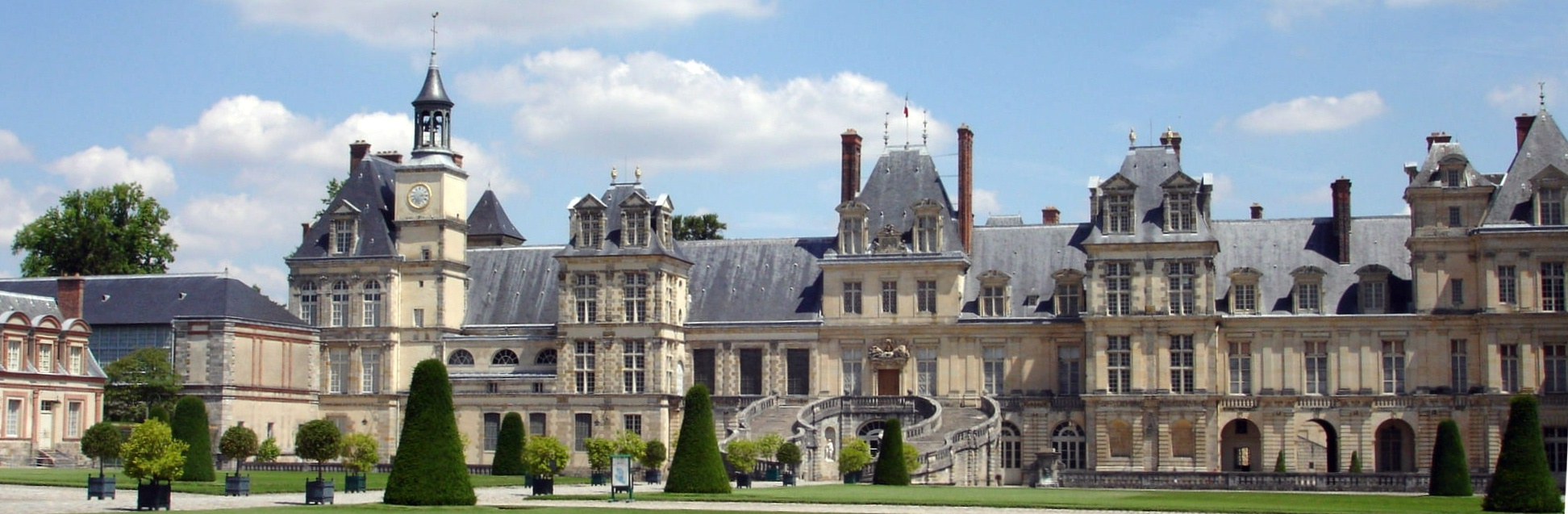
Палац Фонтенбло в центрі міста

Значну частину комуни займає ліс Фонтенбло, відомий також і тим, що тут росте ендемічний вид горобини Sorbus latifolia «Дерево Фонтенбло» (фр. Alisier de Fontainebleau). Також на території комуни розташовані:
- палац Фонтенбло — резиденція королів Франції, починаючи від XII століття; є об'єктом Світової спадщини ЮНЕСКО (№ 160);
- бізнес-школа INSEAD (засн. у 1957 році);
- вища школа інформатики та зв'язку ESIGETEL (засн. у 1986 році);
- науково-дослідна лабораторія Гірничої школи Парижа (засн. у 1969 році);
- іподром у лісі Фонтенбло.

Комуна Фонтенбло, завдяки однойменним палацу і лісу, традиційно є популярним місцем відвідання у туристів — щорічно сюди приїздять понад 11 млн осіб (2000-ні роки).

## Демографія
Динаміка населення (Cassini і INSEE ):
Розподіл населення за віком та статтю (2006):
| Стать | Всього | До 15 років | 15-24 | 25-44 | 45-64 | 65-85 | Понад 85 |
| --- | ------ | ----------- | ----- | ----- | ----- | ----- | -------- |
| Чоловіки | 7389   | 1374        | 1083  | 2226  | 1605  | 952   | 149      |
| Жінки | 8300   | 1271        | 1083  | 2195  | 1844  | 1518  | 389      |
| \| Статево-вікова піраміда \| Статево-вікова піраміда \| Статево-вікова піраміда \| \| ----------------------- \| ----------------------- \| ----------------------- \| \| Чоловіки \| Вік \| Жінки \| \| 149 \| 85 + \| 389 \| \| 170 \| 80-84 \| 397 \| \| 200 \| 75-79 \| 391 \| \| 273 \| 70-74 \| 407 \| \| 309 \| 65-69 \| 323 \| \| 310 \| 60-64 \| 457 \| \| 396 \| 55-59 \| 400 \| \| 429 \| 50-54 \| 497 \| \| 470 \| 45-49 \| 490 \| \| 522 \| 40-44 \| 590 \| \| 509 \| 35-39 \| 489 \| \| 561 \| 30-34 \| 548 \| \| 634 \| 25-29 \| 568 \| \| 542 \| 20-24 \| 576 \| \| 541 \| 15-20 \| 507 \| \| 482 \| 10-14 \| 405 \| \| 413 \| 5-9 \| 406 \| \| 479 \| 0-4 \| 460 \| |        |             |       |       |       |       |          |
| Статево-вікова піраміда |        |             |       |       |       |       |          |
| Чоловіки | Вік    | Жінки       |       |       |       |       |          |
| 149 | 85 +   | 389         |       |       |       |       |          |
| 170 | 80-84  | 397         |       |       |       |       |          |
| 200 | 75-79  | 391         |       |       |       |       |          |
| 273 | 70-74  | 407         |       |       |       |       |          |
| 309 | 65-69  | 323         |       |       |       |       |          |
| 310 | 60-64  | 457         |       |       |       |       |          |
| 396 | 55-59  | 400         |       |       |       |       |          |
| 429 | 50-54  | 497         |       |       |       |       |          |
| 470 | 45-49  | 490         |       |       |       |       |          |
| 522 | 40-44  | 590         |       |       |       |       |          |
| 509 | 35-39  | 489         |       |       |       |       |          |
| 561 | 30-34  | 548         |       |       |       |       |          |
| 634 | 25-29  | 568         |       |       |       |       |          |
| 542 | 20-24  | 576         |       |       |       |       |          |
| 541 | 15-20  | 507         |       |       |       |       |          |
| 482 | 10-14  | 405         |       |       |       |       |          |
| 413 | 5-9    | 406         |       |       |       |       |          |
| 479 | 0-4    | 460         |       |       |       |       |          |

## Економіка
2010 року серед 9593 осіб працездатного віку (15—64 років) 6789 були активними, 2804 — неактивними (показник активності 70,8%, у 1999 році було 70,1%). З 6789 активних мешканців працювало 6070 осіб (3275 чоловіків та 2795 жінок), безробітними було 719 (356 чоловіків та 363 жінки). Серед 2804 неактивних 1474 особи були учнями чи студентами, 535 — пенсіонерами, 795 були неактивними з інших причин.

У 2010 році в муніципалітеті числилось 7041 оподатковане домогосподарство, у яких проживали 14707,0 особи, медіана доходів виносила 23 300 євро на одного особоспоживача

## Галерея зображень

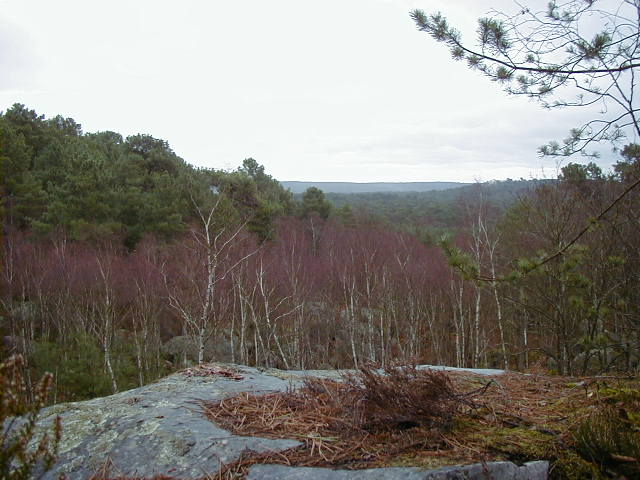
Панорама лісу Фонтенбло
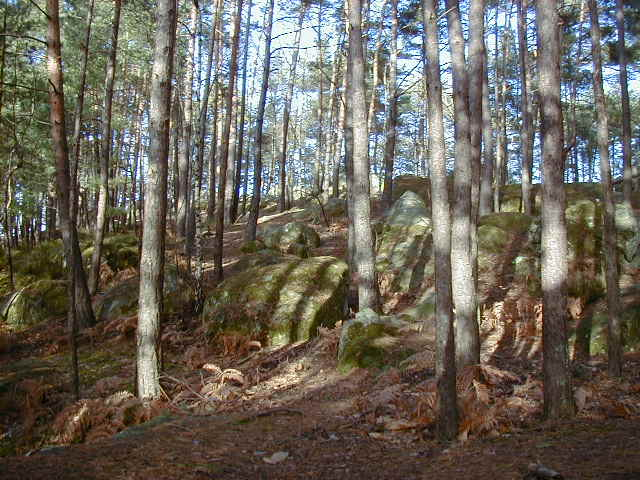
Перелісок перед лісом Фонтенбло
«Ліс Фонтенбло», Каміль Коро, 1830, Національна галерея мистецтв у Вашингтоні, США